# История Вайоминга
История Вайоминга начинается примерно 13 000 лет до настоящего времени, с момента заселения территории штата палеоиндейцами. Первые европейцы появились здесь только в XVIII веке, и на южную часть штата некоторое время претендовали Испания и Максика. Первыми американцами в этих краях стали участники экспедиции Льюиса и Кларка в 1807 году. Джим Бриджер исследовал Вайоминг в 1850 году, но его рассказы о термальных источниках Йеллоустона сначала были приняты за вымысел. В 1851 году для защиты переселенцев был построен форт Ларами. В 1866 году началась Война Красного Облака, первая война с индейцами на территории Вайоминга, а десять лет спустя случилась Война за Чёрные Холмы. В 1868 году была сформирована Территория Вайоминг, правительство которой в 1869 году впервые в истории США ввело избирательное право для женщин. В те же годы были организованы несколько экспедиций, которые подтвердили слухи о Йеллоустоне, поэтому в 1872 года был создан Йеллоустонский национальный парк, первый национальный парк в мире. 10 июля 1890 года Вайоминг стал 44-м штатом США.